# Vidin
Vidin (bulharsky Видин) je přístavní město na jižním břehu řeky Dunaj, které leží na severozápadě Bulharska v Dolnodunajské nížině nedaleko hranic se Srbskem a Rumunskem. Je správním střediskem stejnojmenné oblasti a obštiny a žije přibližně přibližně 44 tisíc obyvatel.
Ve městě je také první přístav na bulharské části Dunaje. Jde o obchodní i zemědělské centrum; jeho okolí je díky ideálním podmínkám známě pěstováním a produkcí vína. Poblíž města vede silničně-železniční most přes Dunaj.

## Historie

Dobytí Bulharské říše Osmany. Na mapě je patrné Vidinské carství

Obec založili ve starověku patrně Keltové a nazývali ji Dunonia. Na stejném místě postavili později Římané pevnostní město Bononia, které patřilo mezi významná města provincie Moesie Superior, pokrývající území dnešního severozápadního Bulharska a východního Srbska. Město si díky své strategické poloze udrželo význam. Bulhaři ho nazývali Bdin , kdežto Anna Komnenovna ho zhruba ve stejné době zmiňovala jako Vidynē (Βιδύνη). Během druhé bulharské říše svěřil car Ivan Alexandr vládu Vidinského despotátu svému synovi z prvního manželství s Theodorou Valašskou Ivanovi Sracimirovi a korunoval ho králem, čímž z říše vydělil Vidinské carství. 
Poté, co byla bulharská říše v roce 1396 dobyta osmanskými Turky, stal se Vidin důležitým administrativním a ekonomickým centrem Osmanské říše ležícím v její nárazníkové zóně. V roce 1444 ho dobyl Vladislav Varnenčík, nicméně ne natrvalo. Během osmansko-habsburských válek byl v 17. a 18. století opakovaně dobyt Habsburky. V tureckých berních soupisech je uváděn pod různými názvy, zprvu jako Bodin, později Bedin . Podle soupisů z poloviny 18. století se z Vidinu vyvážely ve značném množství kůže (kočka divoká, medvěd hnědý, jezevec, vydra, liška, jelen obecný, vlk, divoký králík a dokonce i rys). Dochovaly se i údaje o vyvezených 452 sudech s rybím kaviárem. V roce 1738 bylo ve Vidinu obyvatelstvo převážně turecké. Během rusko-turecké války povstali na jeře 1773 místní obyvatelé proti turecké nadvládě a pokusili se dobýt město. To se jim nepodařilo a z turecké strany následovaly represe, takže mnoho Bulharů uprchlo za Dunaj. V letech 1798 až 1807 zde  prakticky nezávisle vládl Osman Pazvantoğlu. V roce 1806 dal v kostele sv. Petky uvěznit několik set laiků a kněží z Vidinu a okolí v čele s biskupem Kallinikosem a před oltářem je nechal povraždit. Město bylo centrem povstání v roce 1850. V roce 1866 byly zbudovány strategické silnice na Sofii a na Lom, v důsledku čehož začal postupný úpadek vidinského přístavu. 
Město se stalo součástí Bulharského knížectví po rusko-turecké válce v roce 1878 a následně se začalo významně měnit. Mezi obyvatelstvem získali naprostou většinu Bulhaři. V roce 1885 se během srbsko-bulharské války město úspěšně odolalo útokům srbské armády. Na počátku 20. století bylo město známo svou pokračující podporou Demokratické strany. Během kolektivizace v letech 1950–52 bylo komunistickým režimem z města násilně vysídleno 57 rodin (173 osob). Na druhé straně byla zahájena koncentrace průmyslu, především potravinářského a dále textilního. Později byly založeny i strojírenské podniky orientované svojí produkcí (95 %) na vývoz do Sovětského svazu. V 70. a 80. letech XX století město rychle rostlo díky novému chemickému závodu Vidachim, továrně na pneumatiky Vida a dalších. Po roce 1990 a přechodu na tržní ekonomiku v Bulharsku průmyslové podniky ve městě rychle upadly a zkolabovaly pod vlivem faktorů, jako je politický a ekonomický vliv, korupce ve státní a místní správě, privatizace podniků s jasnou neschopností přežít v nových podmínkách.

## Galerie

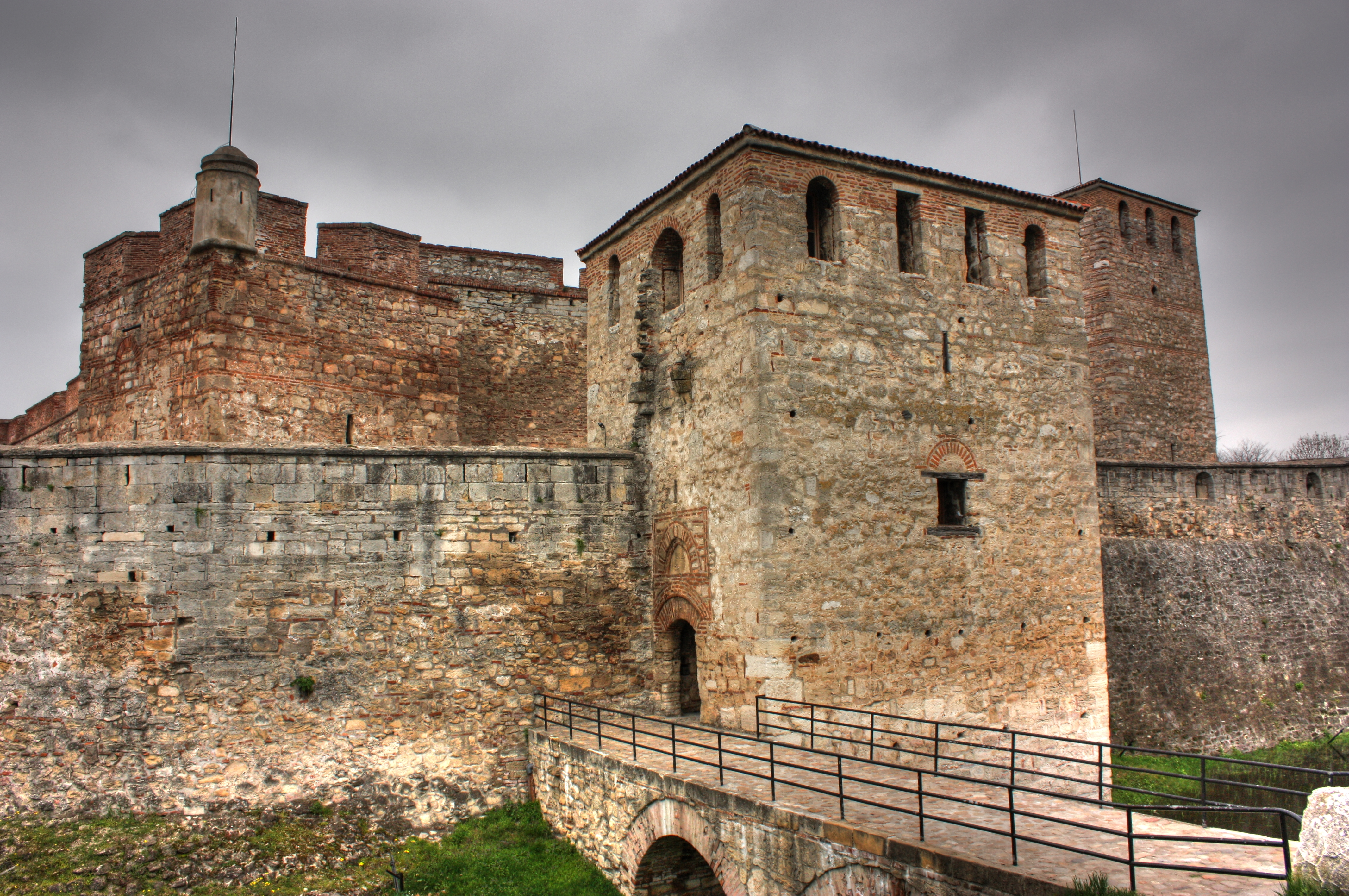
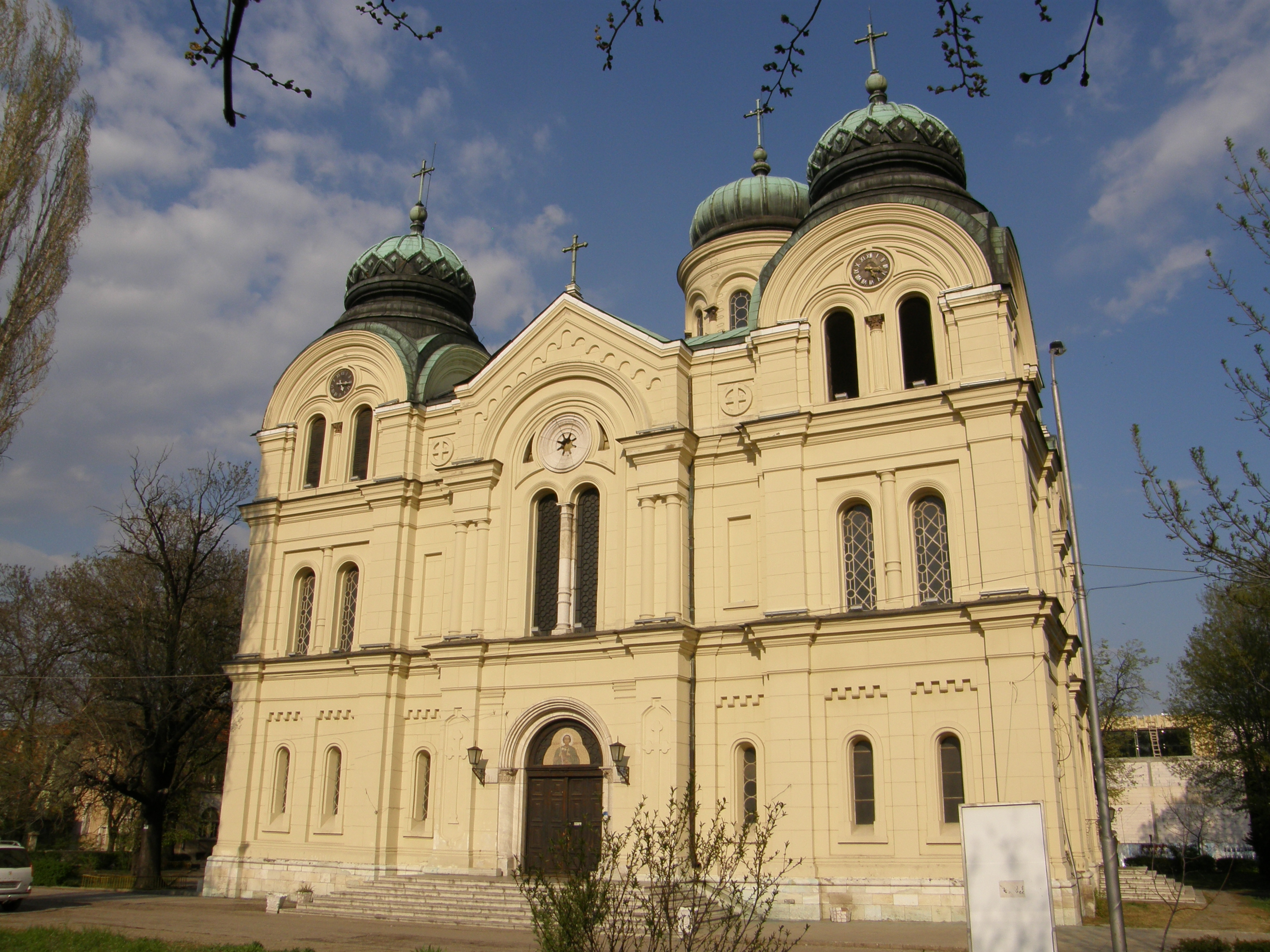
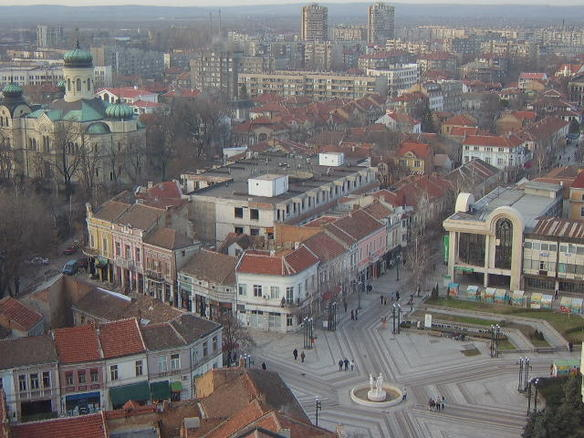
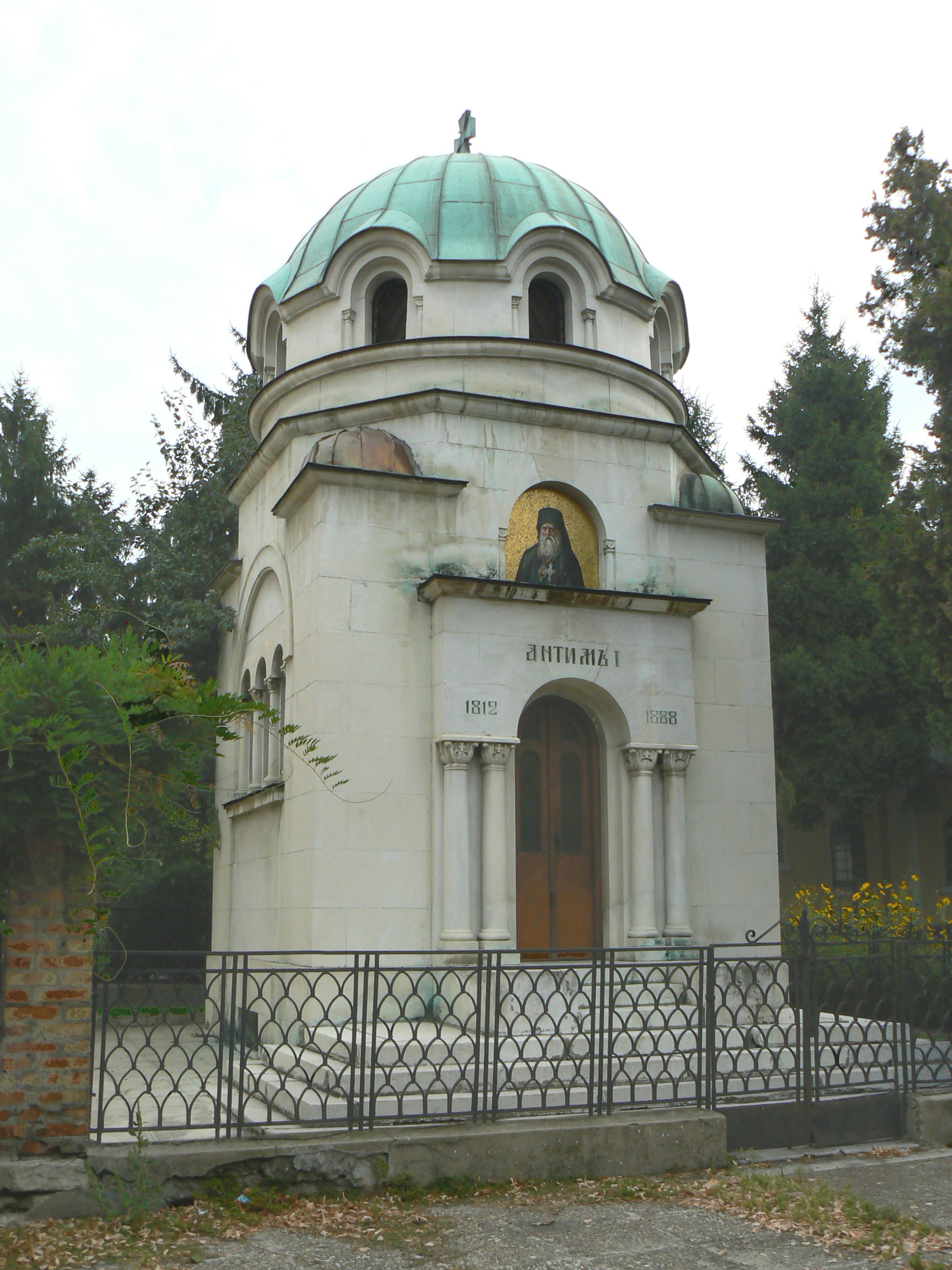
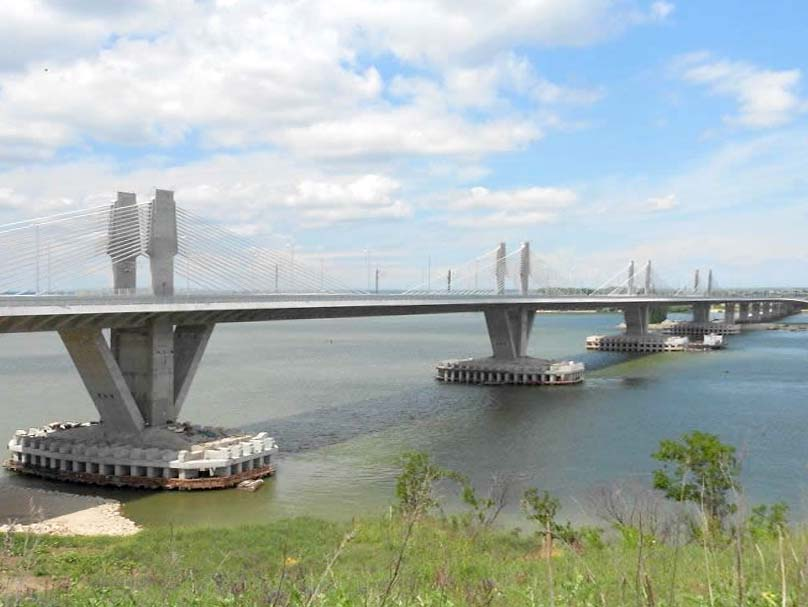

## Obyvatelstvo
Ve městě žije 45 416 obyvatel a je zde trvale hlášeno 55 556 obyvatel. Podle sčítání 1. února 2011 bylo národnostní složení následující:
- Bulhaři: 40 550 (91.3 %)
- Romové: 3 335 (7.5 %)
- Turci: 60 (0.1 %)
- ostatní: 479 (1.1 %)

## Partnerská města
- Calafat, Rumunsko
- Debar, Severní Makedonie
- Deggendorf, Německo
- Demre, Turecko
- General Mariano Alvarez, Filipíny
- Hódmezővásárhely, Maďarsko
- Lecco, Itálie
- Rovno, Řecko
- Ulm, Německo
- West Carrollton, Ohio, USA
- Zaječar, Srbsko